# Arnaud Art
Arnaud Art (Hannut, 28 gennaio 1993) è un astista belga.

## Biografia
Nel 2018 ha stabilito con 5,72 metri il record nazionale, superato l'anno successivo da Ben Broeders.

## Palmarès
| Anno | Manifestazione   | Sede      | Evento           | Risultato | Prestazione | Note |
| ---- | ---------------- | --------- | ---------------- | --------- | ----------- | ---- |
| 2014 | Europei          | Zurigo    | Salto con l'asta | 16º (q)   | 5,30 m      |      |
| 2015 | Europei under 23 | Tallinn   | Salto con l'asta | 7º        | 5,30 m      |      |
| 2015 | Mondiali         | Pechino   | Salto con l'asta | 31º (q)   | 5,40 m      |      |
| 2016 | Europei          | Amsterdam | Salto con l'asta | 11º       | 5,30 m      |      |
| 2017 | Mondiali         | Londra    | Salto con l'asta | Finale    | nm          |      |
| 2018 | Europei          | Berlino   | Salto con l'asta | 9º        | 5,65 m      |      |

## Altre competizioni internazionali
2015
- Bronzo agli Europei a squadre (first league) ( Candia), salto con l'asta - 5,65 m